# Faiz Sucuoğlu
Faiz Sucuoğlu (Pafos, 27 de agosto de 1961) es un político turcochipriota que actualmente se desempeña como primer ministro del Norte de Chipre desde el 5 de noviembre de 2021 hasta el 12 de mayo de 2022.

## Biografía
Sucuoğlu nació en Pafos el 27 de agosto de 1961. Su padre, Mehmet Salih Sucuoğlu, se desempeñó como subsecretario del Ministerio de Asentamiento de Chipre del Norte.
Después de graduarse de la Lefkoşa Türk Lisesi (Escuela secundaria turca de Nicosia), obtuvo una beca del gobierno alemán para estudiar medicina en ese país. Completó su educación médica al estudiar sus últimos dos años en la Facultad de Medicina Çapa de la Universidad de Estambul. Luego se especializó en obstetricia y ginecología en el Hospital Zeynep Kamil en Estambul, y trabajó allí después de completar su formación hasta 1993, cuando regresó a Chipre. Posteriormente sirvió en el ejército y abrió su clínica privada, donde trabajó durante 20 años.
Se desempeñó como jefe de la sección del Distrito de Lefkoşa del Partido de Unidad Nacional (UBP) entre 2011 y 2013. Fue elegido para el parlamento, en representación de Lefkoşa por el UBP, en las elecciones de 2013. Se desempeñó como ministro de Turismo en el gabinete de Ömer Kalyoncu en 2013 y como ministro de Salud en el gabinete de Hüseyin Özgürgün entre 2016 y 2017. Fue reelegido diputado en 2018.
Fue elegido líder del UBP el 31 de octubre de 2021, obteniendo los votos del 60,6 % de los militantes del partido.
Formó un gobierno de coalición con el Partido Demócrata y se convirtió en primer ministro el 5 de noviembre de 2021.